# 해피 데이스 (시트콤)
《해피 데이스》(영어: Happy Days)는 1974년부터 1984년까지 ABC에서 방영했던 시트콤이다.